# 7377 Pizzarello
7377 Pizzarello este un asteroid din centura principală, descoperit pe 1 martie 1981, de Schelte Bus.